# Lešany (Boemia centrale)
Lešany è un comune della Repubblica Ceca facente parte del distretto di Benešov, in Boemia Centrale.